# Gnathogastrura paramoensis
Gnathogastrura paramoensis är en urinsektsart som beskrevs av Dìaz och Judith Najt 1983. Gnathogastrura paramoensis ingår i släktet Gnathogastrura och familjen Hypogastruridae. Inga underarter finns listade i Catalogue of Life.